# يويتشي ناكامورا (ممثل)
يويتشي ناكامورا (باليابانية: 中村優一) هو ممثل ياباني، ولد في 8 أكتوبر 1987 بيوكوهاما في اليابان.

## وصلات خارجية
- يويتشي ناكامورا على موقع IMDb (الإنجليزية)
- يويتشي ناكامورا على موقع ميوزك برينز (الإنجليزية)
- يويتشي ناكامورا على موقع قاعدة بيانات الفيلم (الإنجليزية)